# Кибритена клечка
Кибритът е средство за запалване на огън по сравнително безопасен начин. Представлява клечки от дърво или пресована хартия, в единия си край напоени със смес, които при висока температура, постигната чрез триене, се възпламеняват. Дървените клечки са пакетирани в кибритени кутии от тънко дърво или картон, докато тези от хартия са захванати за чистия си край в специални кибритени книжки. Кибритите са два основни вида: такива, които се запалват при триене във всякаква повърхност, и т.нар. безопасни кибрити, запалващи се при триене само в определена повърхност, която е част от кибритената кутия. Клечките са импрегнирани с парафин, подпомагащ горенето.

## Етимология
Думата „кибрит“ е проникнала в българския език от арабския през турския език; турската дума kükürt значи 'сяра'.

## История на кибрита
Смята се, че първообразът на кибрита е изобретен в Китай през 577 г. по времето на династията Ци, управлявала Северен Китай (550 – 577), от придворни дами, които при военна обсада остават без огън и прахан. Първите клечки са направени със сяра. Описание за тях дава Тао Гу в книгата си „Свидетелства за невероятното и свръхестественото“ (ок. 950 г.):
| „ | Ако се случи нещо неочаквано през нощта, е нужно известно време, докато се запали лампа. Находчив човек опростил нещата, като напоил малки борови пръчици със сяра. Така те били готови за употреба. Запалвали се само при драскане върху грапава повърхност. Получавало се пламъче, голямо колкото житен клас. Това чудо било наречено „роб, носещ светлина“. Но когато започнали да търгуват с тях, ги нарекли „клечици за огън“. | “ |

През 1270 г. кибрит е продаван свободно на пазара в китайския град Ханджоу.
Първият кибрит, запалващ се от всякаква повърхност, е изобретен през 1826 г. от Джон Уокър, английски химик и фармацевт. Въпреки че вече са били известни няколко химически смеси, които се самозапалват, проблем е да се предаде пламъкът на бавно горящото дърво. При един експеримент клечка потопена в смес се самозапалва при случайно триене в огнището. Той оценява практическата стойност на откритието и започва производство на кибрит от дървени или картонени пръчици, третирани със сяра и камфор, със смес на върха от антимонов сулфид, калиев хлорат, смола и други тайни съставки. Сярата подпомага запалването, а камфорът подобрява миризмата им. В кутийката с 50 клечки е имало сгънато парченце шкурка, където да се търкат клечките, за да се запалят. Тези първи кибрити имат редица проблеми – първоначална бурна реакция, нестабилен пламък и неприятна миризма и изпарения, както и риск от предизвикване на пожар от паднали огънчета.
През 1830 г. французинът Шарл Сория (Charles Sauria) замества антимоновия сулфид с бял фосфор. Кибритените клечки с бял фосфор трябвало да се съхраняват в херметично затворени метални кутии, въпреки това стават много популярни.
През 1843 г. Уилям Ашгард заменя сярата в пръчиците с пчелен восък, намалявайки неприятните изпарения, а през 1862 г. Чарлз Уилям Смит го заменя с парафин.
През 1855 г. шведският индустриалец и химик Юхан Едвалд Лундстрьом патентова кибрита във вида, който практически се ползва и до днес.
От 1870 г. започва импрегнирането на главата на кибритената клечка с огнеупорни химикали като стипца, натриев силикат и други соли, които предотвратяват случайното изгаряне на пръстите при употреба.

## Филумения
Колекционирането на кибрити, кибритени кутии и кибритени етикети е известно като филумения (на гръцки: phil – „обич“ и на латински: lumen – светлина). Терминът е предложен от британската колекционерка Марджори С. Еванс през 1943 г., която по онова време е председателка на Британското общество за кибритени етикети и книжки.